# Nati nel 1381
| Questa pagina contiene informazioni ricavate automaticamente dalle voci biografiche con l'ausilio del template Bio e di un bot. L'aggiornamento è periodico e automatico e ricostruisce completamente la pagina. Se manca una persona in questa lista, sei pregato di non aggiungerla, ma accertati piuttosto che la sua voce biografica contenga il template Bio e che i dati anagrafici siano correttamente compilati. Se il template Bio manca, inseriscilo tu stesso o, in alternativa, metti l'avviso {{tmp\|Bio}} che ne segnala la mancanza. Se i dati riportati sono sbagliati, correggi direttamente la voce biografica; le modifiche saranno visibili in questa lista entro pochi giorni. Per chiarimenti vedi il progetto biografie. La lista contiene solo le 11 persone che sono citate nell'enciclopedia e per le quali è stato implementato correttamente il template Bio. Pagina aggiornata al 10 ago 2025. |

- 13 gennaio - Coletta di Corbie, religiosa e santa francese († 1447)
- 4 febbraio - Mariano di Jacopo, ingegnere italiano
- 1º luglio - Lorenzo Giustiniani, patriarca cattolico italiano († 1456)
- 13 ottobre - Thomas FitzAlan, XII conte di Arundel, militare e politico inglese († 1415)
- 27 ottobre - Elisabetta del Palatinato, nobile tedesca († 1408)
- Anna di Cilli, nobildonna († 1416)
- Giovanni Cavalcanti, storico italiano
- Bernardo Ciuffagni, scultore italiano († 1458)
- Rita da Cascia, religiosa italiana († 1457)
- Antonio Roselli, giurista italiano († 1466)
- Giovanni I di Borbone, nobile francese († 1434)